# ASL Airlines Spain
ASL Airlines Spain is een Spaanse luchtvrachtmaatschappij met thuisbasis in Madrid. ASL Airlines vervoert voornamelijk vracht.
Het bedrijf werd opgericht in 1988 onder de naam PAN Air of Pan Air Lineas Aereasen. Het bedrijf was tot in 2016 onderdeel van TNT Express. In datzelfde jaar werden activiteiten van PAN Air overgenomen door ASL Aviation Holdings. De bedrijfsnaam werd gewijzigd in 'ASL Airlines Spain'.